# Reginald Smith Brindle
Reginald Smith Brindle (Cuerdon, Lancashire, 5 de enero de 1917 – 9 de septiembre de 2003) fue un compositor y guitarrista clásico inglés.

## Biografía
Smith Brindle comenzó a tocar el piano a los 6 años y más tarde el clarinete, el saxofón y la guitarra. Incluso en los años 1930 obtuvo un premio Melody Maker por sus interpretaciones en guitarra.
A la par de sus estudios de Arquitectura, iniciados bajo la presión de sus padres, comenzó a interesarse por el jazz y a tocar el saxofón profesionalmente. En 1937, mientras asistía a un concierto de órgano en la catedral de Chester, decidió dedicarse a la ejecución de órgano y a la composición. 
Fue zapador en África e Italia durante la Segunda Guerra Mundial. En ese período retomó su interés por la guitarra, instrumento para el cual compuso gran cantidad de obras.
Luego de la guerra, Smith Brindle se dedicó de lleno a la composición. En 1946 ganó una competencia de composición en Italia con Fantasia Passacaglia. Entre 1946 y 1949 estudió música en la Universidad de Bangor, en Bangor, Gales. En 1949 regresó a Italia para continuar sus estudios con profesores de la talla de Ildebrando Pizzetti y Luigi Dallapiccola.
Si bien compuso para varios instrumentos, Smith Brindle es más conocido por sus solos de guitarra, en especial por El polifemo de oro (1956, grabado por Julian Bream en 1966), Variants on two themes of J. S. Bach (1970), Memento in two movements (1973), Do not go gentle... (1974), November memories (1974), Four Poems of Garcia Lorca (1975), Preludes and Fantasies (1980), Second Symphony, Veni Creator (1989) y The Prince of Venosa (1994). Su única ópera, The Death of Antigone (1969, estrenada en Oxford en 1971).
Fue un experto en la música de los compositores italianos del siglo XX, como Luigi Dallapiccola, Ildebrando Pizzetti y Bruno Bartolozzi, con quienes estudió. 
Escribió un libro de técnica en composición: Serial Composition (1966). Si bien tocaba varios instrumentos, sus preferidos eran la guitarra, el órgano y el saxofón.